# Hans-Olaf Henkel
Hans-Olaf Henkel (Amburgo, 14 marzo 1940) è un politico tedesco, europarlamentare dal 2014 al 2019 per Alternativa per la Germania e, poi, per i Riformatori Liberal-Conservatori, iscritto al Gruppo dei Conservatori e dei Riformisti Europei.
In precedenza manager e giornalista politico, è stato un dirigente dell'IBM, presidente del Bundesverband der Deutschen Industrie, BDI, la federazione delle industrie tedesche e presidente dell'associazione Leibniz, un'unione di istituti di ricerca non universitari tedeschi che si occupano di diverse branche di studio. Nel 2014 si è iscritto ad Alternativa per la Germania, partito con cui si è candidato alle elezioni europee.

## Biografia
Hans-Olaf Henkel è nato e cresciuto ad Amburgo. Ha studiato presso l'Akademie für Gemeinwirtschaft, che si è unita alla Universität für Wirtschaft und Politik (HWP) per diventare l'odierna Università di Amburgo nel 2005. Henkel è entrato nella IBM Germany nel 1962. Dal settembre 1993 al dicembre 1994 è stato capo della IBM Europe, Middle East and Africa con sede a Parigi. Dal 1995 al 2000 è stato presidente della federazione delle industrie tedesche (BDI).
Fimo al 2013 Henkel è stato membro del consiglio di amministrazione della Bayer, Continental AG, DaimlerChrysler Aerospace, Ringier AG e altre aziende. Si è dimesso dagli incarichi all'atto dell'entrata in politica. Dal novembre 2000 tiene lezioni come professore di International Management all'Università di Mannheim.
Nel novembre 2010 Henkel ha suggerito, in un articolo della rivista tedesca Focus che ha ricevuto forte rilievo, di dividere l'Eurozona creando due monete, una del nord e una del sud. Nel 2011 ha proposto in un articolo del Financial Times che "Austria, Finlandia, Germania e Paesi Bassi dovrebbero lasciare l'Eurozona" e "creare una nuova moneta lasciando l'euro dov'è".
Henkel ha ricevuto una laurea ad honorem dal Politecnico di Dresda. Il WWF lo ha nominato "Environmental Manager dell'anno". È autore di numerose pubblicazioni e ha ricevuto, tra i vari premi, il Premio Internazionale di letteratura Corine.
Attualmente è parte del comitato dell'OMFIF dove prende parte a incontri relativi al sistema monetario e finanziario. Il 23 aprile 2015 dà le dimissioni dalla carica di vicepresidente del partito.

## Pubblicazioni
- Rettet unser Geld!: Deutschland wird ausverkauft - Wie der Euro-Betrug unseren Wohlstand gefährdet, 2010.
- Die Abwracker: Wie Zocker und Politiker unsere Zukunft verspielen, 2009.
- Der Kampf um die Mitte: Mein Bekenntnis zum Bürgertum, 2007.
- Die Ethik des Erfolgs. Spielregeln für die globalisierte Gesellschaft, 2004.
- Die Macht der Freiheit, 2002.